# Il principe delle tenebre
Il principe delle tenebre (魔王 JUVENILE REMIX?, Maoh: Juvenile Remix) è un manga shōnen del 2007 scritto da Kōtarō Isaka e disegnato da Megumi Osuga. La serie si compone di 10 volumi, comprende 96 capitoli più l'epilogo e il messaggio degli autori. In Italia il manga è stato pubblicato da GP Publishing nel 2011.

## Trama
Andô è uno studente liceale che possiede la capacità di indurre chiunque a dire tutto ciò che pensa se si trova in un raggio di 30 passi da lui. Inukai è il giovane capo della Grass Hopper, una forza di autodifesa che pretende di mantenere la pace nella città di Nekota. Quando Andô capisce che Inukai sta utilizzando metodi disumani per controllare la popolazione, decide di usare su di lui la sua abilità. Il fratello di Ando, invece, ha la capacità di capire chi (in un massimo di 10 persone, animali, oggetti, ecc.) sarà il vincitore. Quando Ando morirà, il fratello, proseguirà quello che Ando aveva cominciato.

## Personaggi
I personaggi sono: Calda il Malvagio (Il signore delle tenebre), Inukai, Junia, Ando, Kaname, Machiko, Shiori, La Cicala, Anderson Padre, Anderson figlio, Il Proprietario Del Duce, La Vespa, Hiyoko e Ibisco.